# Ivar Nilsson (skridskoåkare)
Bengt Ivar Nilsson, född 12 juni 1933 i Göteborg, död 26 februari 2019 i Hindås. var en svensk skridskoåkare som tävlade för IK Wega.

## Karriär
Ivar Nilsson tog brons vid världsmästerskapen 1962 i Moskva. Han var endast 0,4 poäng från silvermedaljen. Nilsson vann 5 000 meter under mästerskapen och blev nummer två på 10 000 meter. Under både distanserna kämpade han med Jonny Nilsson om segern.
Nilsson deltog vid  olympiska vinterspelen 1960 och  1964 och tävlade på 500 meter, 1 500 meter och 10 000 meter, och hans främsta olympiska placering var fjärdeplatsen på 10 000 meter 1960. Nilsson var 7,2 sekunder från bronsmedaljen som vanns av landsmannen Kjell Bäckman.
Personbästa:
- 500 meter – 42.6 (1963)
- 1500 meter – 2:10.5 (1963)
- 5000 meter – 7:42.8 (1964)
- 10 000 meter – 16:02.9 (1963)

Ivar Nilsson var bror till skådespelaren Sven Nilsson. Han var inte släkt med Jonny Nilsson.
Ivar Nilsson är begravd på Örgryte nya kyrkogård.